# The Omen
The Omen is een Amerikaanse speelfilm uit 1976, uitgebracht door 20th Century Fox en geregisseerd door Richard Donner. De titel The Omen betekent Het voorteken . In dit geval gaat het om een slecht voorteken, namelijk de voorspelling van de komst van de antichrist en dus ook de komst van de Apocalyps.

## Verhaal
Robert Thorne, een veelbelovende ambassadeur, wordt geconfronteerd met het feit dat de pasgeboren baby van zijn vrouw overleden is. Zijn vrouw, Katherine, weet dit nog niet en Robert is bang dat ze de schok niet kan verdragen. Een priester doet Robert een voorstel: Robert kan een baby adopteren die op ongeveer hetzelfde moment geboren is en wiens moeder op het kraambed is overleden, zonder dit aan Katherine te vertellen. De baby is om 6 uur, op de zesde dag van de zesde maand (666) geboren en zijn naam is Damien. Robert neemt het voorstel aan en hij en Katherine voeden Damien op als hun eigen zoon.
Alles lijkt goed te gaan, maar als Damien 5 jaar oud is gebeuren er vreemde dingen. Tijdens een kinderfeestje hangt het kindermeisje van de Thornes zichzelf op. Zonder dat er een advertentie gezet is komt er een nieuw kamermeisje opdagen. Dit kamermeisje is voortdurend vergezeld van een grote rottweiler en hoewel Robert dit verbiedt laat het meisje de hond in huis. Damien wordt goede vrienden met het beest, dat zich steeds meer als zijn waakhond gaat gedragen. Damien heeft een hevige afkeer van de kerk en in de dierentuin zijn de dieren schijnbaar als de dood voor hem.
Een priester, Brennan, benadert Robert meerdere malen met de boodschap dat Damien de antichrist is. Robert gelooft dit niet. Als de priester beweert dat Katherine in gevaar is, is Robert bereid naar hem te luisteren. De priester vertelt hem naar een bepaalde stad te gaan om daar een andere priester te bezoeken. Dit is de enige manier om Damien te verslaan. De priester zegt ook dat Katherine zwanger is en dat Damien haar ongeboren kind zal proberen te vermoorden. Kort na dit gesprek sterft de priester: er breekt een hevige storm uit en de priester wil naar de kerk vluchten; de bliksem slaat een scherpe torenspits van de kerktoren die de priester doorboort.
Katherine blijkt inderdaad zwanger te zijn. Door een ongeluk, veroorzaakt door Damien, valt Katherine over de balustrade. Ze sterft niet, maar haar ongeboren baby wel. Katherine komt zwaargewond in het ziekenhuis terecht. Robert wordt hierdoor aan het denken gezet. Dan ontmoet hij Keith Jennings, een fotograaf. Jennings heeft foto's van het kindermeisje en de priester die even voor hun dood genomen zijn. Op de foto's zijn vreemde, onuitwisbare strepen te zien die precies de plek raken waar een voorwerp later hun dood veroorzaakte. Jennings is ook in gevaar. Een foto die hij van zichzelf genomen heeft geeft eenzelfde soort streep door zijn nek weer.
Robert en Jennings gaan naar de bewuste stad. Robert waarschuwt daar zijn herstelde vrouw, het ziekenhuis te verlaten. Katherine wordt door haar demonische kindermeisje uit het raam gegooid, voor ze weg kan gaan. De val uit het raam is fataal en Katherine sterft. Robert hoort ervan maar wil, ondanks zijn verdriet,  toch doorgaan. Robert en Jennings gaan naar het kerkhof waar Damiens echte moeder ligt. Ze breken haar graf open. Het skelet blijkt van een jakhals te zijn. Als Robert en Jennings weg willen gaan worden ze aangevallen door een roedel rottweilers. Ze weten op het nippertje te ontsnappen.
In de stad ontmoeten ze de priester die bekend is in het exorcisme. De priester geeft Robert een aantal messen die hij, op het altaar van een kerk, in Damiens hart moet steken. Robert twijfelt en wil het niet doen. Jennings zegt het te willen doen en neemt de messen. Verderop breken de remmen van een heftruck. De truck begint op Jennings af te rijden. Als hij ergens tegenaan botst schuift de glasplaat die op de heftruck stond eraf. De glasplaat onthoofdt Jennings, waardoor de voorspelling op de foto uitkomt.
Robert is nu overtuigd en gaat naar huis om Damien te doden. Het is nacht. Robert gaat zijn huis binnen en wil Damien meenemen naar de kerk. Hij wordt hierbij aangevallen door de rottweiler, die hij door een list weet te verschalken. Daarna probeert het kindermeisje hem te vermoorden. Er ontstaat een gevecht en Robert weet het kindermeisje te vermoorden. Dan ontvoert hij Damien en gaat hij met hem naar de kerk. Hij wordt echter achtervolgd door de politie, doordat hij veel rumoer veroorzaakt. In de kerk probeert hij de schreeuwende Damien te vermoorden. Hij wordt echter doodgeschoten door een agent voor hij dat kan doen.
De film eindigt bij de begrafenis van Robert. De president is ook aanwezig. Hij heeft Damien geadopteerd, waardoor Damien nu nog hogere connecties heeft dan bij Robert. Het laatste beeld is dat van Damien, die onheilspellend grijnst.

## Rolverdeling
| Acteur            | Personage                                  |
| ----------------- | ------------------------------------------ |
| Gregory Peck      | Robert Thorn                               |
| Lee Remick        | Katherine "Kathy" Thorn                    |
| David Warner      | Keith Jennings                             |
| Harvey Stephens   | Damien Thorn                               |
| Billie Whitelaw   | Mrs. Baylock (het demonische kindermeisje) |
| Patrick Troughton | Pater Brennan                              |
| Martin Benson     | Pater Spiletto                             |
| Robert Rietty     | Monnik                                     |
| Tommy Duggan      | Priester                                   |
| Sheila Raynor     | Mrs. Horton                                |
| Anthony Nicholls  | Dr. Becker                                 |
| John Stride       | Psychiater                                 |
| Freda Dowie       | Non                                        |
| Holly Palance     | Holly (Damiens eerste kindermeisje)        |

## Vervolgen
- The Omen werd twee jaar na verschijning opgevolgd door Damien: Omen II, waarin de intussen dertien jaar oude Damien inmiddels inwoont bij zijn oom en tante.
- Deze film werd weer gevolgd door Omen III:The Final Conflict (1981). In The Final Conflict is Damien volwassen en inmiddels benoemd in dezelfde functie als zijn pleegvader Robert Thorn (ambassadeur). In deze film is het einde van de antichrist Damien te zien en de Wederkomst van Jezus Christus.
- Daarna verscheen de film Omen IV: The Awakening (1991) waarin bleek dat Damien een dochtertje heeft gekregen: Delia, waarover deze film gaat.
- Op 6 juni 2006 ging The Omen 666 in première: een remake van de originele film The Omen.